# エディンバラ医療宣教会
エディンバラ医療宣教会（Edinburgh Medical Mission Society、略称EMMS）は、イギリスの超宗派の医療宣教師団体である。

## 歴史
1841年にアメリカ合衆国の宣教医のピーター・パーカーが中国での長年の活動を終え、アメリカに帰国途中に、スコットランドの首都エディンバラを訪問した。パーカーはアバクロンビー医師の家に宿泊して交流を持ち、医療伝道の急務を訴えた。このことを契機に、アバクロンビーが海外の医療伝道に関心を持つ人々のキリスト教団体に働きかけた。それらの支援によりエディンバラ医療宣教会が設立され、アバンクロンビーが会長になった。副会長はスコットランド自由教会の指導者トマス・チャマーズとアリソ博士が就任した。
設立以来、インド、中国、アフリカ、トルコ、シリア、エジプト、ローマ等に宣教師を派遣し、1885年までに170名を世界各地に派遣した。
1910年までには医療宣教師800人の世界各地に派遣した実績を持つ非政府団体である。
今日では、アフリカなどの発展途上国に宣教師を派遣している。

## 日本宣教
アメリカ・オランダ改革派教会の医療宣教師J・C・ヘボンに日本への医療宣教師の派遣について助言を求めていた。日本への最初の宣教師はセオボールド・パームである。スコットランド一致長老教会の宣教師ロバート・デイヴィッドスン、医療宣教師ヘンリー・フォールズとともに、日本へ派遣された。